# Mare de Déu del Sagrat Cor de Mas Rillier
La Mare de Déu del Sagrat Cor de Mas Rillier (Notre-Dame-du-Sacré-Coeur) és una estàtua de la Mare de Déu i el Nen, situada al Mas Rillier, Miribel, al departament d'Ain de França. Amb 32,6 metres, és l'estàtua religiosa més alta de França.

## Història
El 8 de febrer del 1932 el bisbe Béguin, bisbe de Belley, va establir canònicament a Mas Rillier una confraria de Nostra Senyora del Sagrat Cor, beneïda pel papa Pius XI. El bisbe Béguin va voler que el pare Thomas aixequés una estàtua en honor de la Mare de Déu del Sagrat Cor. Georges Serraz és escollit com a escultor quan acaba de completar l'estàtua de Crist Rei a Les Houches (25 metres), i l'arquitecte és Louis Mortamet.
Els treballs comencen el 14 de febrer del 1938 a les ruïnes de l'antic castell de Miribel. S'excaven fins a 7 metres de profunditat per poder enfonsar fonaments circulars de 8 metres de diàmetre. L'encofrat estava decorat amb les banderes de totes les nacions que, per les seves ofrenes, van contribuir a la construcció de l'estàtua. El 9 d'octubre del 1938, quan es va posar la primera pedra, hi havia unes 12.000 persones. Finalment s'inaugura el 5 de juliol dle 1941.
El municipi de Miribel és propietari de l'edifici des de la donació feta per la diòcesi de Belley-Ars el 1977.
Cada any, al juliol se celebra a l'esplanada on també hi ha el Carilló, un festival de jazz anomenat Swing under the stars.

## Descripció
Hi ha una escala de 152 graons que condueix a la corona de l'estàtua.
El pes total de l'estructura, comptant les bases, el pedestal i l'estàtua és de 1.500 tones i només l'estàtua pesa 440 tones.
A la mateixa plaça hi ha el Carillon Mas Rillier, un conjunt de cinquanta campanes catalogades com a monuments històrics.
A l'escultura hi ha algunes inscripcions. Al davant hi diu Nostra Senyora del Sagrat Cor / Esperança dels desesperats. A la part posterior s'hi pot llegir La Mare de Déu Immaculada situada entre Crist i l'Església / sempre ha allunyat el poble cristià de les majors calamitats (cita de Pius XI).